# Чженьюань-Ї-Хані-Лахуський автономний повіт
24°00′27″ пн. ш. 101°06′26″ сх. д. / 24.0075° пн. ш. 101.10723° сх. д.
Чженьюань-Ї-Хані-Лахуський автономний повіт (кит. 镇沅彝族哈尼族拉祜族自治县, пін. Zhènyuán Yízú Hānízú Lāhùzú Zìzhìxiàn) — один із повітів КНР у складі префектури Пуер, провінція Юньнань. Адміністративний центр — містечко Еньле.

## Географія
Чженьюань-Ї-Хані-Лахуський автономний повіт лежить на заході Юньнань-Гуйчжоуського плато.

### Клімат
Повіт знаходиться у зоні, котра характеризується вологим субтропічним кліматом. Найтепліший місяць — червень із середньою температурою 24,1 °C. Найхолодніший місяць — січень, із середньою температурою 12,9 °С.
| Клімат повіту Чженьюань-Ї-Хані-Лаху | Клімат повіту Чженьюань-Ї-Хані-Лаху | Клімат повіту Чженьюань-Ї-Хані-Лаху | Клімат повіту Чженьюань-Ї-Хані-Лаху | Клімат повіту Чженьюань-Ї-Хані-Лаху | Клімат повіту Чженьюань-Ї-Хані-Лаху | Клімат повіту Чженьюань-Ї-Хані-Лаху | Клімат повіту Чженьюань-Ї-Хані-Лаху | Клімат повіту Чженьюань-Ї-Хані-Лаху | Клімат повіту Чженьюань-Ї-Хані-Лаху | Клімат повіту Чженьюань-Ї-Хані-Лаху | Клімат повіту Чженьюань-Ї-Хані-Лаху | Клімат повіту Чженьюань-Ї-Хані-Лаху | Клімат повіту Чженьюань-Ї-Хані-Лаху |
| Показник                            | Січ.                                | Лют.                                | Бер.                                | Квіт.                               | Трав.                               | Черв.                               | Лип.                                | Серп.                               | Вер.                                | Жовт.                               | Лист.                               | Груд.                               | Рік                                 |
| Середній максимум, °C               | 22,9                                | 25,5                                | 28,2                                | 30,6                                | 29,8                                | 29,8                                | 29,5                                | 29,8                                | 28,7                                | 26,7                                | 24,1                                | 22                                  | 27,3                                |
| Середня температура, °C             | 12,9                                | 15,1                                | 18,1                                | 21,2                                | 22,8                                | 24,1                                | 24                                  | 23,8                                | 22,5                                | 20,6                                | 16,4                                | 13,6                                | 19,6                                |
| Середній мінімум, °C                | 7,4                                 | 7,9                                 | 10,8                                | 14,3                                | 17,9                                | 20,7                                | 21,1                                | 20,8                                | 19,5                                | 17,6                                | 12,6                                | 9,5                                 | 15                                  |
| Норма опадів, мм                    | 17.5                                | 18.4                                | 21                                  | 39.2                                | 114.9                               | 199.5                               | 272.2                               | 225.7                               | 143.8                               | 127.1                               | 57                                  | 18.2                                | 1254.5                              |
| Вологість повітря, %                | 78                                  | 69                                  | 64                                  | 65                                  | 72                                  | 80                                  | 84                                  | 84                                  | 83                                  | 84                                  | 82                                  | 82                                  | 77.3                                |
| ----------------------------------- | ----------------------------------- | ----------------------------------- | ----------------------------------- | ----------------------------------- | ----------------------------------- | ----------------------------------- | ----------------------------------- | ----------------------------------- | ----------------------------------- | ----------------------------------- | ----------------------------------- | ----------------------------------- | ----------------------------------- |
| Джерело: data.cma.cn                |                                     |                                     |                                     |                                     |                                     |                                     |                                     |                                     |                                     |                                     |                                     |                                     |                                     |